# Сокай
Сокаят или соклето е български женски невестински накит за глава от българската традиционна носия. Сокаите са високохудожествени творби на традиционното българско изкуство. Сокаите са два основни типа и няколко варианта.

### Източнобългарски вариант
Характерен е за Търновско, Еленско, Тревненско, Габровско, Севлиевско и Ловешко. Известен е с имената сокай и сокайче. Възстановен е по запазени оригинални съставни части в края на XIX в. Въпреки това съществуват няколко на брой автентични запазени образци на цели сокаи. Състои се от месал с ажурна шевица, писана или тъкана шевица с геометрични или растителни мотиви; кръжило - затворен обръч с цветни емайлни петна или цветни стъклени едри зърна; елипсовидна дъска (бука) с дупка за по-добро закрепяне на главата. При оформяне на забраждането има множество висящи над ушите накити от ситни сребърни монети, мъниста и други. Ловешкият вариант е по-скромен и наподобява габровския. Сокаите са забранени от църковните и турските власти, тъй като жените наподобяват болярки, а високата цена на накитите карало семействата да задлъжняват.

### Западнобългарски вариант
Характерен е за Битолско, Ресенско, Дебърско и други части. Известен е с имената сокай и сокле. Той е едносъставен. Представлява широко правоъгълно парче ленен плат, което е плътно извезано с коприна или вълна, с много ресни в долния край, раковини и ситни сребърни монети по него. Горният му край образува качулка, която се поставя върху главата. Той покрива гърба на жената – от главата до под кръста. Към този вариант се отнасят и невестинските накити в Дупнишко, Самоковско и Софийско. Някои от тях са със странен характер от XV – XVII век.